# Frank Murphy (Stabhochspringer)
Frank Murphy (* 21. September 1889 in East Chicago, Indiana; † 11. Juni 1980 in Urbana, Illinois) war ein US-amerikanischer Stabhochspringer.
Bei den Olympischen Spielen 1912 in Stockholm wurde er mit 3,80 m Vierter, gemeinsam mit Bertil Uggla und William Halpenny, hinter dem Goldmedaillengewinner Harry Babcock (3,95 m) und den Silbermedaillengewinnern Frank Nelson und Marc Wright (3,85 m). Abweichend von den üblichen Gepflogenheiten erhielten die drei Viertplatzierten eine Bronzemedaille (Halpenny hatte sich beim Fall in die unzureichend gesicherte Grube verletzt).
Frank Murphy war Absolvent der University of Illinois.